# Parc nacional Namaqua
El parc nacional Namaqua és un parc nacional ubicat a uns 500 km al nord de Ciutat del Cap i 22 km al nord-oest de Kamieskroon a Sud-àfrica. Té una extensió d'uns 700 km². El parc és part de Namaqualand, una zona que abasta 55,000 km² ubicada al bioma semidesèrtic Karoo suculent. Aquest bioma és un punt important de biodiversitat amb la concentració més gran de plantes suculentes del món. El parc també inclou una zona àrida amb plantes suculentes. El parc va ser creat per protegir les flors. Durant la primavera, les flors salvatges floreixen de manera espectacular. La principal atracció turística principal del parc és l'abundant floració de flors salvatges acolorides.

## Geografia i clima
El parc nacional Namaqua està ubicat a la província Cap del Nord, prop de la frontera de Sud-àfrica amb Namíbia. El parc està situat aproximadament a 500 km al nord de Ciutat del Cap i 22 km al nord-oest de Kamieskroon. Va ser oficialment publicat a l'agost de 1999. La Reserva Natural Skilpad, formada el 1993 per protegir la vida vegetal de Namaqualand, va formar el nucli del nou parc nacional amb l'addició de 500 km² de terra per crear el parc. Des de llavors s'han afegit 270 km² al parc i ara té una àrea de més de 700 km². El parc és semidesèrtic, amb estius calorosos i secs i hiverns freds amb precipitacions variables, generalment escasses. La major part de la precipitació passa entre el maig i l'agost. La part est del parc rep més pluja que l'oest.

## Biodiversitat
El parc està ubicat a Namaqualand, el qual es troba al Karoo suculent. Namaqualand abasta 55,000 hectàrees, i es troba a l'extrem nord-oest de la província del Cap Nord.

### Bioma
El parc forma part del bioma semidesèrtic Karoo suculent, un dels biomes més estranys del món. Aquest bioma és un important punt de biodiversitat amb la major biodiversitat i la concentració més gran de plantes suculentes de totes les regions àrides del món. El bioma té una superfície de 107,200 km², i s'estén al llarg de les zones de les costes occidentals de Sud-àfrica i del sud de Namíbia, and includes most of the Richtersveld. Hi ha més de 5.000 espècies de plantes en aquest bioma, incloses més d'un terç de totes les espècies de suculentes del món. Aproximadament el 40% de les espècies de plantes del bioma són endèmiques i el 18% estan amenaçades. El bioma també allotja diverses espècies d'invertebrats i rèptils, algunes de les quals són endèmiques. La recol·lecció il·legal de plantes, sobre pasturatge, i la mineria amenacen les espècies endèmiques. Només un percentatge molt petit de la zona del Karoo suculent es troba protegit formalment, inclosa la Reserva Natural Knersvlakte, la Comunitat de Conservació de Richtersveld, i el Parc nacional Namaqua.

### Flora

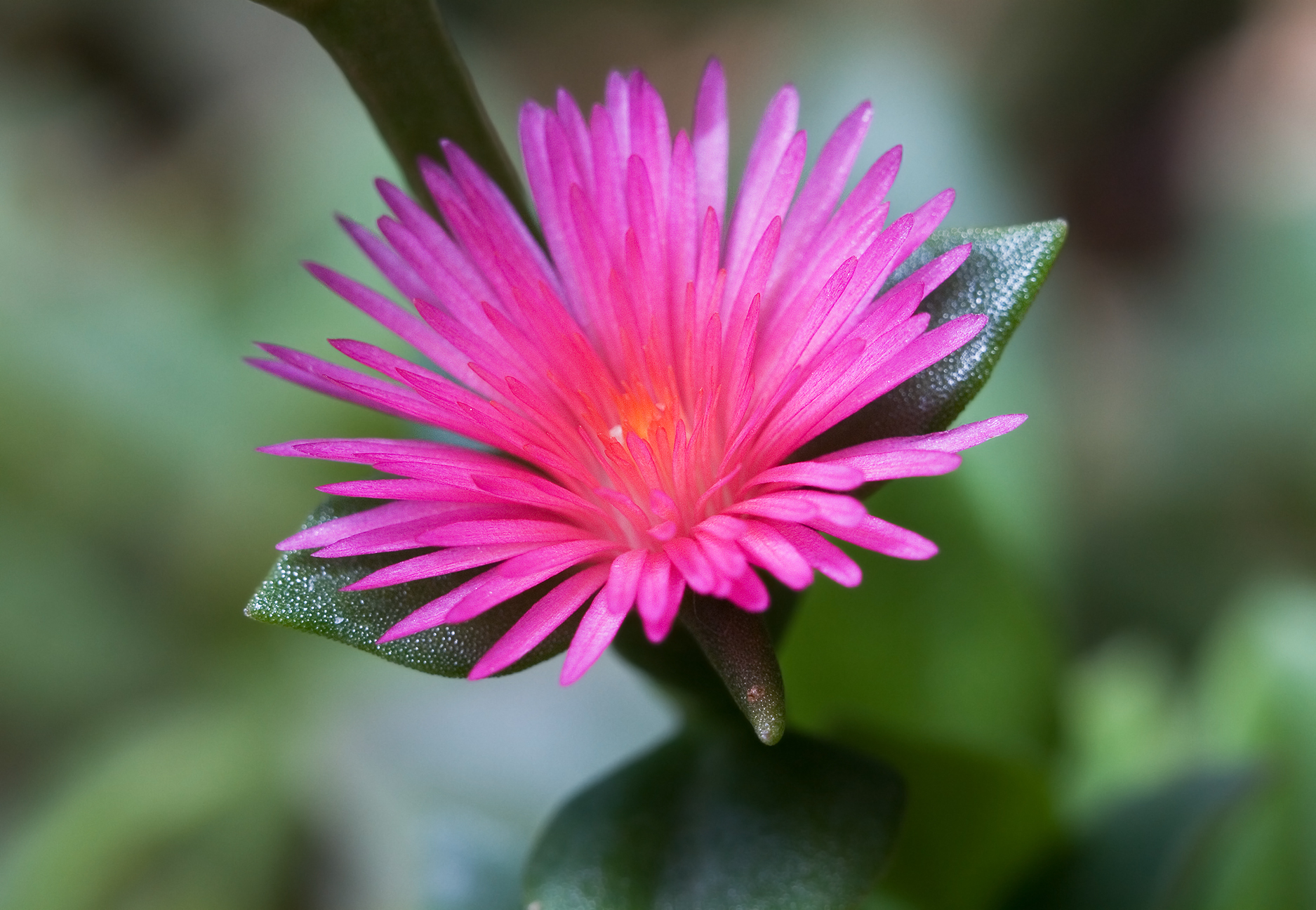
Flor d' Aptenia, pròpia de Namaqua.

Durant la major part de l'any, es pot veure molt poca flora, excepte arbustos resistents al paisatge àrid de Namaqualand. No obstant això, a l'agost i el setembre, després de les pluges de l'hivern, les flors silvestres floreixen de manera espectacular en centenars de quilòmetres quadrats. Aquestes flors de molts colors inclouen margarides, lliris, àloes i herbes perennes. Namaqualand és famosa a tot el món per l'espectacular vista de les seves flors silvestres de molts colors durant la primavera. Prop de 4,000 espècies de plantes creixen en aquesta àrea, i Namaqualand té més de 1,000 tipus de flors que no creixen en cap altre lloc del món. Té moltes espècies de plantes suculentes, per exemple vygies que tenen flors atractives. Les fulles grassonetes de molts tipus de suculentes retenen la humitat, i moltes creixen prop del terra i tenen una aparença de pedra. Algunes espècies d'arbres aquí poden emmagatzemar aigua a l'ambient sec, com el tronc gros de l' Aloe dichotoma. Les floracions depenen de la quantitat de pluja que rep làrea. Les flors són sensibles a la llum solar i moltes només s'obriran quan hi hagi un brillant sol. Les flors miren cap al sol, i generalment s'obren completament d'aproximadament 10 aC. m. a 4 p. m. Els vents calents poden fer que les flors es marceixin ràpidament.

### Fauna
La tortuga tacada, la tortuga més petita del món, habita al parc.
Les flors atrauen un gran nombre d'insectes.
Al parc hi habiten 21 famílies d'aràcnids, incloses 60 espècies d'aranyes. Hottentotta arenaceus, és un escorpí color taronja clar que habita al sector costaner del parc. Se'n poden trobar exemplars de Diaphorocellus biplagiata i Asemesthis affinis, aquesta última espècie només es troba també a Angola. També existeixen registres de Xysticus cribratus, la qual posseeix una àmplia distribució global.